# Maca del Pilar
Macarena del Pilar Torres Honorato (La Serena, 6 de mayo de 1992), también conocida como Maca Torres o Maca del Pilar, es una cantante y compositora chilena.

## Biografía
Maca Del Pilar nació en la ciudad de La Serena en 1992. Su enseñanza escolar la realizó en el Colegio Inglés Católico de La Serena y en el colegio The International School La Serena. Estudió Música y Sonido (Mención composición e interpretación) en la Universidad de Artes, Ciencias y Comunicación, siendo destacada académicamente por dicha casa de estudios.

## Carrera
En 2009 participó en el programa de televisión Chile, país de talentos de Canal 13, llegando a la final de mes.
En 2011 participó en la teleserie juvenil de Mega, Decibel 110, personificando a Macarena López. Fue compositora de Sube decibel, tema central de la teleserie.
En su actividad como cantante profesional, fue galardonada con el primer lugar en la categoría Latin Music de International Songwriting Competition, por el tema Malas Lenguas. Este sencillo fue rodado en Valparaíso y contó con la dirección de Camila Grandi.
Su canción Descarao ft. Bronko Yotte fue el tema central de la teleserie de Canal 13 Amor a la Catalán desde julio de 2019 hasta febrero de 2020.
En su faceta de compositora, participó en el disco Canciones del Zoo 2, de la franquicia El Reino Infantil con la canción Roco, El Hurón.
Ha sido telonera de Mon Laferte y Miley Cyrus en conciertos en Chile, y realizó una gira por Perú y México promocionando su disco Malas Lenguas.

## Discografía

### EP
- 2009: Desorden
- 2013: MT

### Álbumes de estudio
- 2016: Malas lenguas